# 吴长富
吴长富（1941年—2017年8月23日）吉林省大安市人，中国人民解放军少将，在1987年大兴安岭火灾扑火中人称“大胡子师长”。

## 生平
吴长富1959年12月参加中国人民解放军。1979年，调到某团当团长。1985年到1990年6月，任中国人民解放军陆军第二十三集团军步兵第六十八师师长。1988年9月被授予少将军衔。
1987年5月6日，黑龙江省大兴安岭地区的西林吉林业局、图强林业局、阿尔木林业局、塔河林业局所属的多处林场同时起火，引发中华人民共和国成立以来最严重的特大森林火灾——1987年大兴安岭火灾。大火持续燃烧21天，过火面积101万公顷，烧毁房舍面积61.4万平方米。1987年5月8日晚，师长吴长富接到扑火命令，全师经4个小时准备，跋涉800多公里，1987年5月9日下午5时左右，师长吴长富和政委刘森率第一梯队抵达塔河。当晚，中国人民解放军沈阳军区首长给他们打来电话，传达了中华人民共和国国务院领导“死保塔河，不让大火向大兴安岭南麓蔓延”的指示，同时任命师长吴长富为大兴安岭东线扑火总指挥。1987年5月10日凌晨，吴长富率领全师4个团以及兄弟师的一个团还有千余名群众，集中到距塔河23公里处，打响了保卫塔河的第一仗。吴长富当机立断，决定采用“以火攻火”战术，先点火打出80米到100米宽的防火隔离带，再依托道路、河流顶住向绣峰林场蔓延火势。经过全师连续4昼夜奋战，终于将大火拦在了公路以北，保住了绣峰林场和塔河。在扑火期间，吴长富只睡眠了4个小时，吃了7顿饭，体重下降了16斤，胡子长到一公分多长也顾不上刮，被当地百姓称为“大胡子师长”。1987年，吴长富入选中华人民共和国国内“十大新闻人物”。经中央军委批准，1987年吴长富立一等功。自1959年入伍到1987年，吴长富的父亲、母亲、二哥、嫂子、姐姐、弟弟共6位亲人先后去世，吴长富都没能见到亲人的最后一面，1987年他弟弟在长春去世时，吴长富正在大兴安岭扑火一线奋战。
1990年6月到1994年12月，吴长富任大连陆军学院副院长。1994年12月到1996年12月，任中国人民解放军陆军第十六集团军副军长兼参谋长。1996年12月到2000年7月，任中国人民解放军陆军第十六集团军副军长。1998年，吉林省西部发生特大洪灾，副军长吴长富奉命担任吉林省防汛副总指挥，率部队在抗洪抢险一线奋战。
退休后的吴长富将大量精力和时间用在公益事业中，经常到部队、学校和工厂讲述自己的军旅经历，讲1987年大兴安岭火灾的扑火过程，讲1998年嫩江水灾中2万多名官兵严防死守最终成功抗洪的经历。
2017年8月23日，吴长富病逝，享年76岁。在他病重期间，中国人民解放军陆军第七十八集团军党委先后多次到医院探望。